# Furkotský štít
Furkotský štít (2 405 m n. m.) je tatranský štít nedaleko žlutě značeného přechodu Mlynická dolina - Furkotská dolina v oblasti Bystrého sedla. Kdysi byl (i nyní je) hojně navštěvovaný, nalézal se jen 35 výškových metrů sutí od turistické značky, tj. ze sedla. Dnes je značka přeložena mezi Bystré věžičky a Bystré hrby, na Bystrou lávku a cesta vystrojena řetězy pro ulehčení výstupu, kvůli rozlámanému terénu původní trasy. Ze štítu je kruhový výhled.
O původu zvláštního názvu existují tři teorie: z goralského "furkotat" – žbluňkat a šumět, z keltského "furka" – ostrý, nebo latinsko-germánského "furka" – sedlo, nejspíše Sedielkový priechod.

## Topografie
Furkotský štít je uzlový bod v rozsoše Kriváně, od Hrubého vrchu ho odděluje blízká nevýrazná Furkotská priehyba, na jih z něj přes Bystré sedlo vybíhá Soliskový hřeben dělící Mlýnickú dolinu od Furkotskej doliny. Na jihozápad přes Furkotské sedlo pokračuje hřeben kriváňské rázsochy na Ostrou.

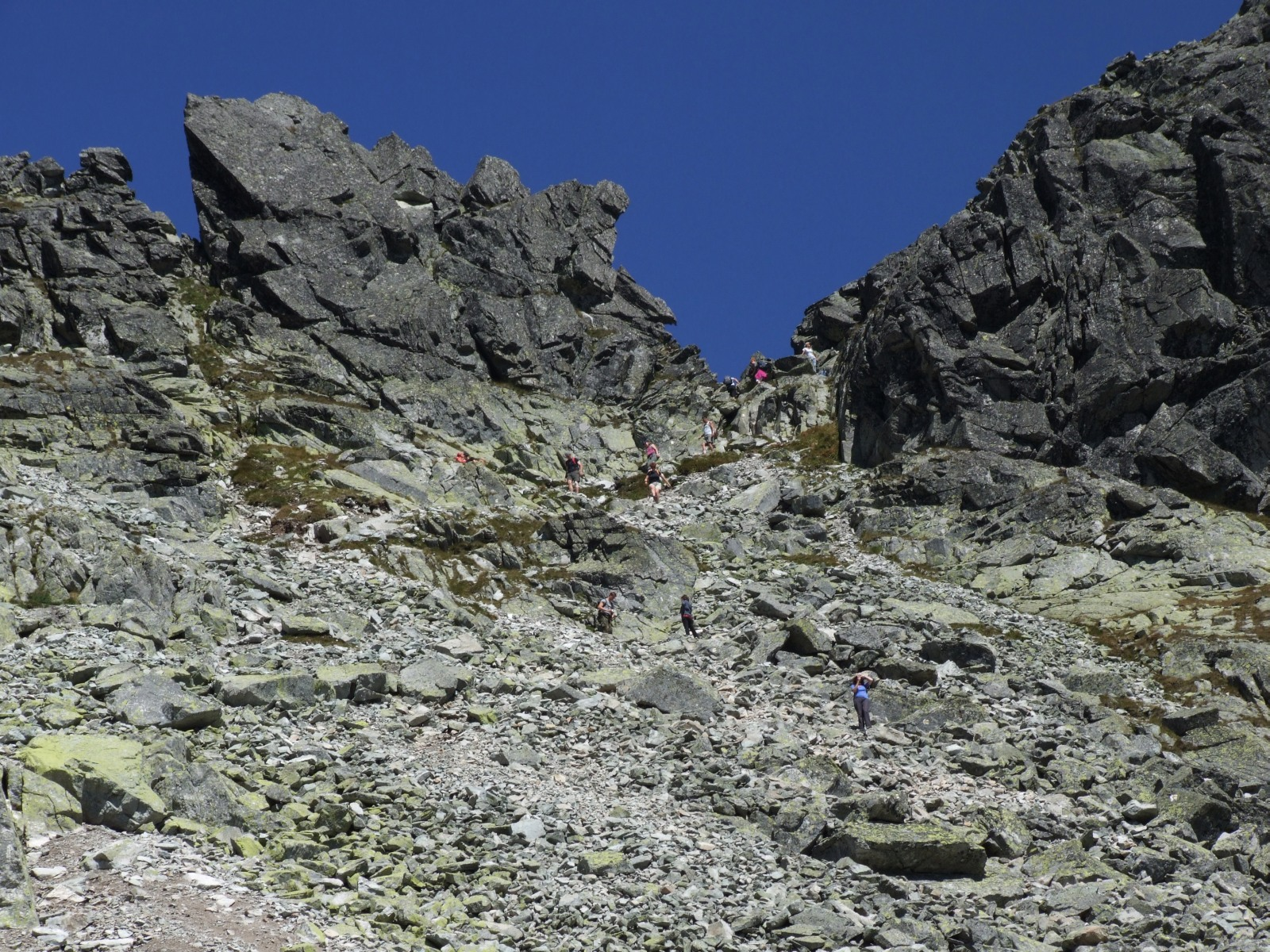
Dnes je žlutá značka vedena mezi věžičky na Bystrou lávku.

## Výstupy
Na snadno dostupný vrchol se sice chodilo odedávna, ale první zaznamenaný provedli Poláci Kazimierz Przerwa-Tetmajer a Tadeusz Boy-Żeleński s horskými vůdci mezi lety 1889 - 1893. První zimní výstup uskutečnili E. Baur, Alfred Martin a H. Schäfer 4. ledna 1906.
Nejlehčí cesta na vrchol vede neznačenou cestou z Bystrého sedla po bývalém turistickém chodníku. Využívá se i jako nejjednodušší přechod na Hrubý vrch - II, exponované. Horští vůdci sem obvykle své klienty nevodí. Existují lobbystické snahy prosadit vyznačkovaní štítu, nebo i obou.

## Externí odkazy

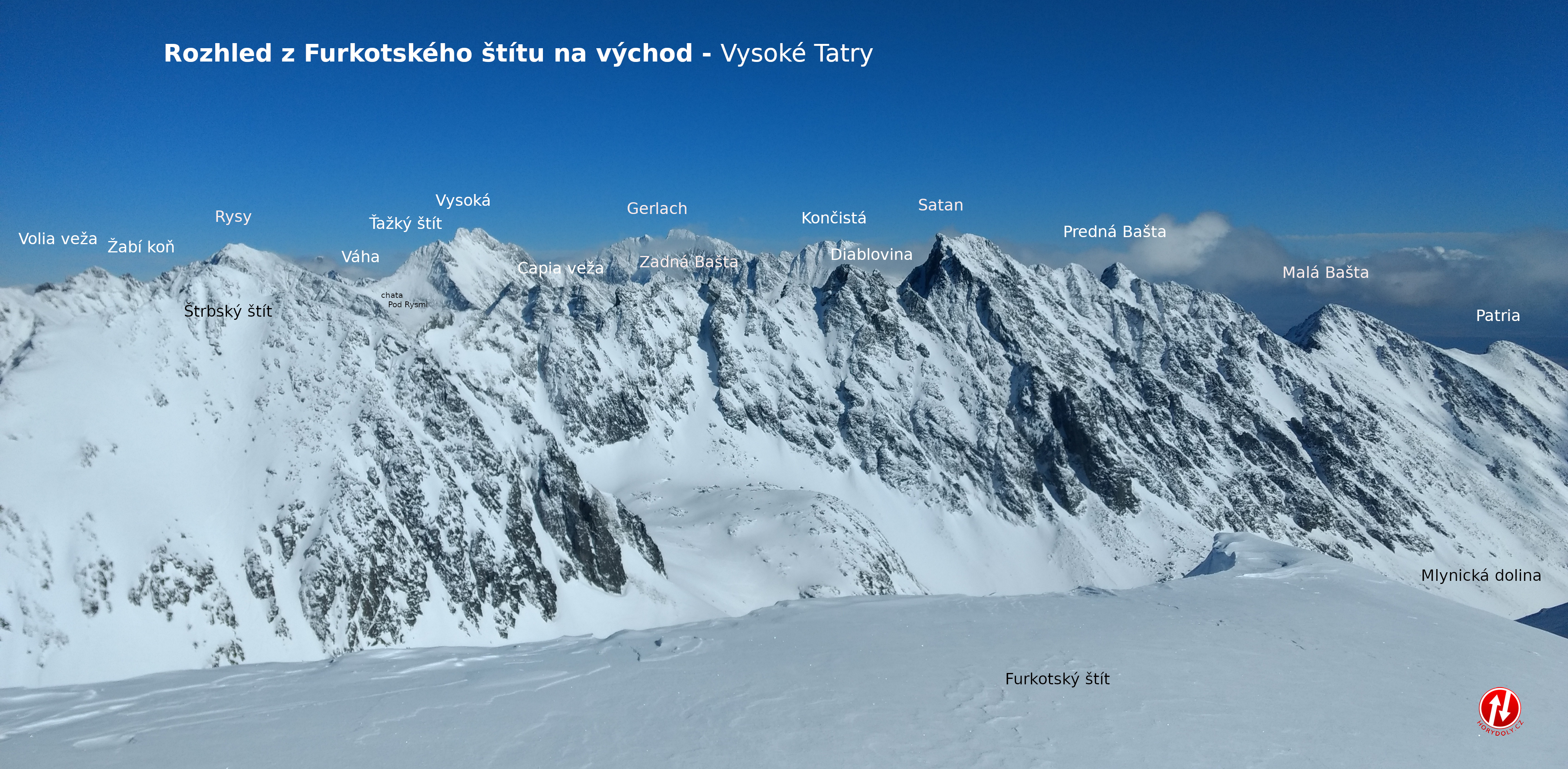